# Gouvernement Halina I
Ve République
Masra Halina II
Le gouvernement Halina I est le gouvernement de la république du Tchad du 27 mai 2024 au 4 février 2025.

## Contexte
Le 6 mai 2024, les Tchadiens sont appelés aux urnes pour élire un nouveau président de la République. Dix candidats sont en lice pour le fauteuil présidentiel parmi lesquels Mahamat Idriss Déby qui a pris le pouvoir en avril 2021 à la suite de la mort de son père Idriss Déby Itno.
Le 9 mai, le Conseil constitutionnel proclame les résultats provisoires de cette élection qui donne Mahamat Idriss Deby Itno vainqueur avec plus de 60 % des voix.

### Formation
Le 23 mai 2024, Allamaye Halina est nommé Premier ministre. Il forme son gouvernement le 27 mai 2024. Ce premier gouvernement est composé de 27 ministres dont 6 sont des ministres d'État.
Le jeudi 26 juin, seulement un mois après sa nomination, le secrétaire d'État à la Santé publique, Abderazakh Adoum Fouda, est remplacé par Borkou Louise Ngaradoumri. Le 12 octobre 2024, le gouvernement de Allamaye Halina connait un léger remaniement avec le départ du Ministre de la sécurité publique et de l'immigration Mahamat Charfadine Margui et l'entrée de son successeur Ali Ahmat Akhabach. Ainsi après le départ du Dr Idriss Saleh Bachar, le portefeuille du Ministère de l'environnement, de la pêche et du développement est désormais confié à Hassan Bakhit Djamous.
Le 4 février 2025, après la mise en place de l’Assemblée nationale, il présente sa démission et celle de son gouvernement. Il est reconduit le même jour.

## Composition
La composition est la suivante.
| Portefeuille | Nom | Nom                                                                | Parti |
| --- | --- | ------------------------------------------------------------------ | ----- |
| Premier ministre |     | Allamaye Halina                                                    | MPS   |
| Ministre d'État Ministre de la Justice, Garde des sceaux, chargé des Droits humains                                                                                           |     | Abderahim Breme Hamid                                              |       |
| Ministre d'État Ministre de l'Enseignement supérieur, de la Recherche scientifique et de la Formation professionnelle                                                         |     | Tom Erdimi                                                         |       |
| Ministre d'État Ministre de la Femme |     | Amina Priscille Longoh                                             | MPS   |
| Ministre d'État Ministre de l'Administration du Territoire |     | Limane Mahamat                                                     |       |
| Ministre de la Sécurité publique et de l'Immigration |     | Mahamat Charfadine Margui (jusqu'au 12/10/2024) Ali Ahmat Akhabach |       |
| Ministre des Armées |     | Issakha Maloua Djamous                                             |       |
| Ministre d'État Ministre des Affaires étrangères, de l’intégration africaine et des Tchadiens de l’étranger et de la coopération internationale, porte-parole du gouvernement |     | Abderaman Koulamallah                                              | UDT   |
| Ministre d'État Ministre des Finances, du Budget, de l'Économie et du Plan |     | Tahir Hamid Nguilin                                                | MPS   |
| Ministre des Infrastructures |     | Aziz Mahamat Saleh                                                 | MPS   |
| Ministre de la Santé publique et de la Prévention |     | Abdoumadjid Abderahim                                              |       |
| Ministre des Communications, de l'Économie numérique et de la Digitalisation de l'administration                                                                              |     | Boukar Michel                                                      |       |
| Ministre de l'Aménagement du territoire, du Développement et de l'Habitat et de l'Urbanisme                                                                                   |     | Mahamat Assileck Halata                                            |       |
| Ministre du Pétrole, des Mines et de la Géologie |     | Ndolenodji Alix Naïmbaye                                           |       |
| Ministre de l'Eau et de l'Énergie |     | Passalet Kanabé Marcelin                                           | UNDR  |
| Ministre de la Fonction publique et de la Concertation sociale |     | Abdoulaye Mbodou Mbami                                             |       |
| Ministre de l’Action sociale, de la Solidarité et des Affaires humanitaires                                                                                                   |     | Fatimé Boukar Kosseï                                               |       |
| Ministre de l'Éducation nationale et de la Promotion civique |     | Mamadou Boukar Gana                                                |       |
| Ministre des Transports, de l’Aviation civile et de la Météorologie nationale                                                                                                 |     | Fatimé Goukouni Weddeye                                            |       |
| Ministre de l'Élevage et de la Production animale |     | Abderahim Awat                                                     |       |
| Ministre de l'Environnement, de la Pêche et du Développement durable |     | Idriss Saleh Bachar (jusqu'au 12/10/2024) Hassan Bakhit Djamous    | MPS   |
| Ministre du Développement touristique, de la Culture et de l'Artisanat |     | Abakar Rozzi Teguil                                                |       |
| Ministre de la Jeunesse et des Sports |     | Abakar Djermah Aumi                                                |       |
| Ministre du Commerce et de l'Industrie |     | Guibolo Fanga Mathieu                                              |       |
| Ministre secrétaire général du gouvernement, chargé de la promotion du bilinguisme, des relations avec les grandes institutions                                               |     | Ramatou Mahamat Houtouin                                           |       |
| Ministre délégué auprès des ministres des Affaires étrangères, chargé de l'intégration africaine et des Tchadiens de l’étranger                                               |     | Fatime Aldjine Garfa                                               |       |
| Secrétaire d'État aux Finances et Budgets |     | Ali Djada Kampar                                                   |       |
| Secrétaire d'État à l'Enseignement supérieur, à la Recherche scientifique et à la Formation professionnelle                                                                   |     | Abakar Moussa Kallé                                                |       |
| Secrétaire d'État à l’Éducation nationale |     | Maïdé Hamid Loni                                                   |       |
| Secrétaire d'État à la Santé publique |     | Abderasakh Adoum Fouda                                             |       |
| Secrétaire d'État à l'Économie et au Plan |     | Saïnta Ndem                                                        |       |
| Secrétaire d'État aux infrastructures chargées de l’entretien routier |     | Haoua Abdelkarim Ahmadaye                                          |       |
| Secrétaire d'État au pétrole chargé des mines et géologie |     | Oumar Djimé Moussa                                                 |       |
| Secrétaire général adjoint du gouvernement |     | Saleh Bourma                                                       |       |